# HMAS
| Sigles de 2 caractères   |
| Sigles de 3 caractères   |
| ► Sigles de 4 caractères |
| Sigles de 5 caractères   |
| Sigles de 6 caractères   |
| Sigles de 7 caractères   |
| Sigles de 8 caractères   |

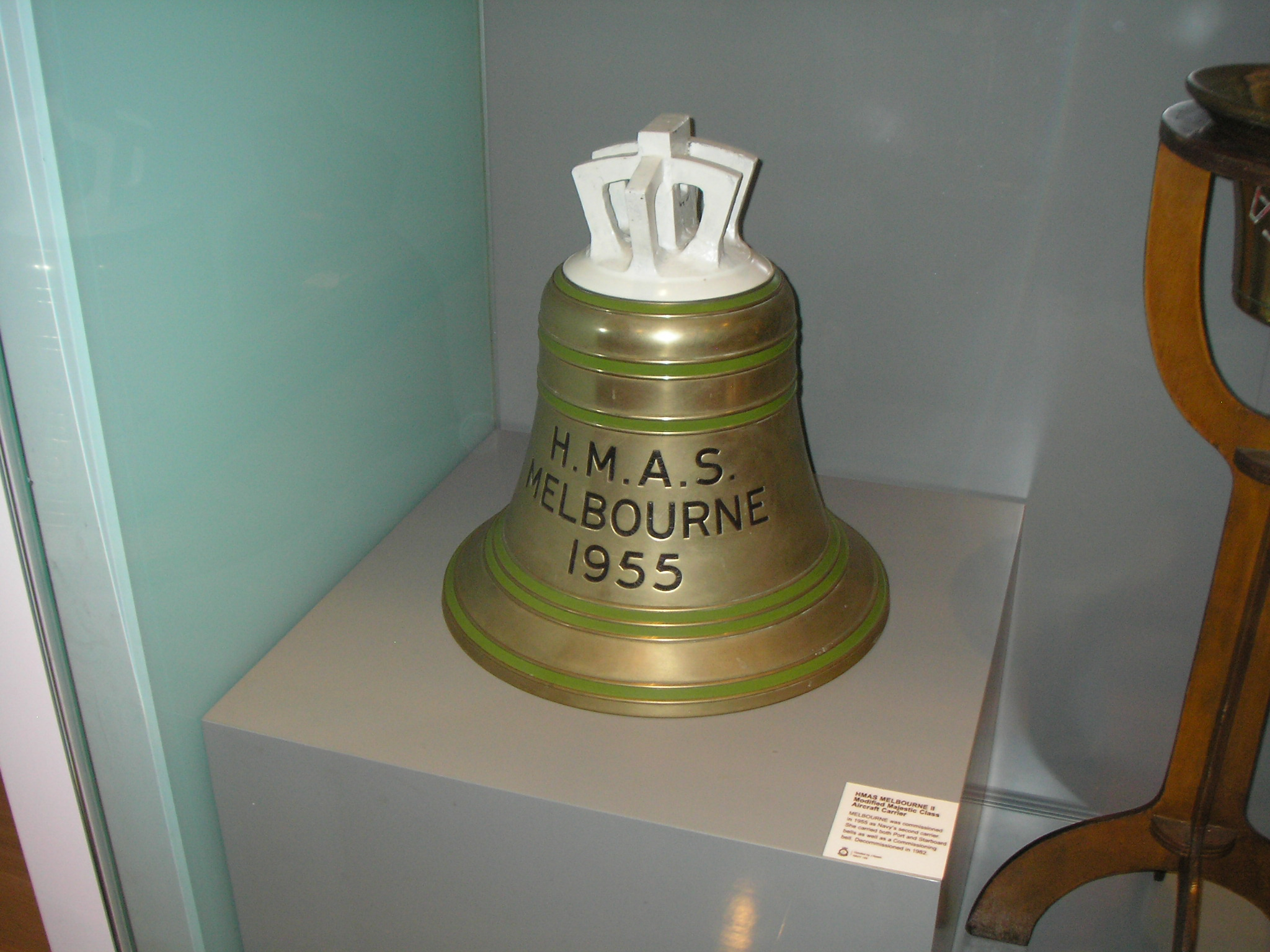
Cloche du HMAS Melbourne

HMAS dans la Royal Australian Navy est l'abréviation de Her Majesty's Australian Ship ou His  Majesty's Australian Ship  selon que le monarque australien est de sexe féminin ou masculin.
Au début du 21e siècle, en particulier lorsque les navires RAN étaient déployés dans le cadre de coalitions internationales,un préfixe alternatif non officiel était parfois utilisé: "Navire de la marine australienne" (qui n'était pas abrégé). Cela était généralement utilisé dans les communications en mer avec d'autres marines ou navires marchands. Cela a évité toute confusion qui aurait pu résulter du fait que des navires RAN ("HMAS") servaient aux côtés de navires RN britanniques ("HMS)" et/ou de ceux d'autres marines du Commonwealth.[citation nécessaire]
Le 10 juillet 1911, le roi George V accorda le titre de Marine royale australienne aux forces navales australiennes. En même temps, le préfixe et l'acronyme ont été approuvés pour être utilisés dans l'identification des unités mises en service dans le RAN. Le préfixe avait été utilisé avant l'approbation formelle, le destroyer torpilleur HMAS Parramatta (D55) ayant été mis en service avec le préfixe HMAS le 1er mars 1911.

Le préfixe fait maintenant référence au monarque d'Australie, qui est également le roi ou la reine du Royaume-Uni.